# Asexuell förökning
Asexuell förökning är former av fortplantning där en organism förökar sig utan inverkan av en könscell från en annan individ, och bildar två eller fler individer. 
Man kan grovt dela in fenomenet i tre kategorier:
- Asexuell förökning helt utan inverkan av könsceller. En vanlig typ av asexuell förökning är celldelning. Prokaryoter och protister förökar sig genom att duplicera sig själva, vilket är en form av celldelning eftersom de bara består av en cell.
- Asexuell förökning där könsceller från den individ som förökar sig inverkar. Som exempel finns ett sjuttiotal reptiler, främst bland ormar och ödlor, som kan fortplanta sig asexuellt genom så kallad partenogenes (jungfrufödsel). Hos dessa lägger honorna obefruktade men livskraftiga ägg. Det finns också en dryg handfull arter av skorpioner där honorna föder levande ungar, utan att deras ägg först blivit befruktade av en hane.[1]
- En blandform av ovanstående, vanlig hos flera typer av insekter. Hos de flesta arter av bin och myror bildas hanarna från obefruktade ägg, medan honorna bildas av befruktade ägg.
- Asexuell förökning hos växter, se vegetativ förökning.